# Tân An, Tuyên Quang
Tân An là một xã thuộc tỉnh Tuyên Quang, Việt Nam.
Xã có diện tích 55,76 km², dân số năm 1999 là 5422 người, mật độ dân số đạt 97 người/km².